# Головановский переулок
Голова́новский переу́лок — переулок в Северном административном округе города Москвы на территории района Аэропорт. Расположен между Часовой улицей и улицей Авиаконструктора Яковлева.

## История
Головановский переулок появился ещё до революции в бывшем подмосковном селе Всехсвятском. Тогда он выходил на Петербургское шоссе. Своё название переулок получил по фамилии одного из домовладельцев.
В начале 1930-х переулок был продлён на север, когда был построен Всехсвятский студенческий городок (архитекторы Б. В. Гладков, П. Н. Блохин и А. М. Зальцман), через который переулок проходил насквозь. Расположение корпусов городка определило зигзагообразную форму переулка. В 1933 году в переулке был построен гараж для первых московских троллейбусов ЛК-1. В конце 1950-х южная часть переулка была застроена, и он лишился выхода к Ленинградскому проспекту.

## Здания и сооружения
По нечётной стороне: Памятник В. И. Ленину установлен в Головановском переулке в небольшом сквере у жилого дома № 19, стр. 3.
По чётной стороне:

## Транспорт
- Автобус: по Часовой улице и улице Усиевича ходят маршруты автобусов 105 и 110
- Станция метро «Сокол»
- Железнодорожная платформа Красный Балтиец Рижского направления Московской железной дороги.